# VisionTV
VisionTV est une chaîne de télévision canadienne spécialisée de catégorie A appartenant à ZoomerMedia. Elle offre des émissions multi-religieuses, multiculturelles et d'intérêt général qui vise particulièrement les adultes âgés de 45 ans et plus.

## Histoire
Après avoir obtenu en décembre 1987 une licence de diffusion, VisionTV a été lancé le 1er septembre 1988. Avec la multiplication des chaînes spécialisées les années suivantes, VisionTV a été déplacée dans les positions plus hautes telles que le canal 59 à Toronto, diminuant son accessibilité. La vice-présidente Rita Deverell présentait des blocs entre les émissions jusqu'en 2002.
Au mois de juin 2009, S-VOX annonce la vente de ses effectifs en télédiffusion, incluant VisionTV, à ZoomerMedia, une compagnie contrôlée par Moses Znaimer. La transaction a été approuvée en mars 2010.
Au mois de décembre 2010, la chaîne se dote d'un nouveau logo accompagné du nom "Zoomer Television" et vise désormais les adultes de 45 ans et plus. Une version haute définition a été lancée en mars 2017.